# Чарли и неговият оркестър
„Чарли и неговият оркестър“ (на английски: Charlie and His Orchestra), познат още като „Бруно и неговите суинг тигри“ (Bruno and His Swinging Tigers), „Бандата на Темплин“ (Templin band), „Джаз групата на г-н Гьобелс“ (Mr. Goebbels Jazz Band), е пропаганден суинг оркестър, спонсориран от Нацистка Германия.
Министърът на пропагандата Йозеф Гьобелс решава да разпространява радио предавания на ниски честоти в САЩ и частично във Великобритания. Въпреки че вариациите на джаз музиката са неприемливи за Национал-социализма, е взето решение тази пропаганда да се извършва чрез Чарли и неговият оркестър.
Британските радио слушатели всяка сряда и неделя в 9 вечерта слушат пропагандните емисии от Нацистка Германия. Според информация на ББС, разпространена след края на Втората световна война, до едва 26,5 % от британците достига подобна радио пропаганда от Германия. Записи на Чарли и неговият оркестър са разпространявани в лагерите за военнопленници и в окупираните от Вермахта страни.
Ръководител на оркестъра е Луц Темплин, барабанист е Фриц Броксипер, Карл Шведлер е вокал, Уики Беркинг е тромбонист, а Курт Абрахам е кларинетист. Групата е официално създадена с разпореждане на Йозеф Гьобелс през 1940 година, а между 1941 – 1943 прави общо над 90 аудио записи на песни. Аранжиментът на популярни американски суинг песни е направен от музикантите, а текстовете са подготвени от Министерството на публичното образование и пропагандата. По време на бомбардировките над Германия оркестърът няколко пъти сменя звукозаписното си студио.
След края на войната музикантите преименуват оркестъра си на „Броксипер Фреди“, но продължават да са известни като Групата на Гьобелс. По-късно групата се разпада.